# Bomolocha fontis
Bomolocha fontis är en fjärilsart som beskrevs av Carl Peter Thunberg 1788. Bomolocha fontis ingår i släktet Bomolocha och familjen nattflyn. Inga underarter finns listade i Catalogue of Life.